# Gor'kovskaja (metropolitana di Nižnij Novgorod)
Gor'kovskaja (in russo:Горьковская) è una stazione della Linea Avtozavodskaja, la Linea 1 della Metropolitana di Nižnij Novgorod. 
È stata inaugurata il 4 novembre 2012.